# 13人の命
『13人の命』（じゅうさんにんのいのち、原題: Thirteen Lives）は、2022年製作のアメリカ合衆国の映画。
2018年にタイで起きたタムルアン洞窟の遭難事故の救出活動を映画化。洞窟に閉じ込められたサッカーチームの少年とコーチ計13名の救出活動にあたった国際的なダイバーのチーム、タイ軍、1万人を超えるボランティアの奮闘を描く。ロン・ハワード監督。

## あらすじ
2018年、タイ北部のタムルアン洞窟が急な豪雨で浸水し、遊びに来ていた少年サッカーチームと若いコーチが閉じ込められた。この洞窟は観光地だが、間近に迫った雨季には完全に水没するのだ。タイのみならず各国から救援隊やボランティアが駆けつける中、洞窟ダイビングの専門家であるイギリス人のリックとジョンにも招集がかかった。
洞窟の奥まで潜水し、少年たちを発見するリックとジョン。全員生存のニュースは世界を駆け巡ったが、リックたち専門家は途方に暮れていた。未経験者は酸素ボンベの呼吸に耐えられず、水中でパニックを起こし、溺れてしまうのだ。
一計を案じて、ダイバーで麻酔科医のハリーを呼び寄せるリック。少年たちを麻酔で完全に眠らせ、荷物のように運び出そうというのだ。前代未聞の危険な計画に難色を示すハリー。だが、タイ軍のダイバーが溺れ死ぬ事故を目の当たりにして、ハリーも覚悟を決めた。
子供用のダイビング装備が用意され、作戦が開始された。死者が出ることも覚悟していたリックたちだが、救出は順調に進んだ。最後の一人を運び出し、ダイバーたちも脱出した直後に、洞窟は完全に水没した。

## キャスト
※括弧内は日本語吹替。
- リチャード・スタントン：ヴィゴ・モーテンセン（大塚芳忠[2]）
- ジョン・ヴォランセン：コリン・ファレル（森川智之[2]）
- ナロンサック・オサタナコーン：サハジャク・ブーンタナキット（中博史[2]）
- リチャード・ハリス：ジョエル・エドガートン（田村真）
- ジェイソン・マリンソン：ポール・グリーソン（多田野曜平）
- クリス・ジュエル：トム・ベイトマン（谷内健）
- アヌポン・パオチンダ将軍：ヴィタヤ・パンスリンガム

## 公開
2022年8月5日からAmazon Prime Videoにて世界同時配信した。製作会社のメトロ・ゴールドウィン・メイヤー（MGM）は同年3月にAmazonの傘下に入ったが、本映画はAmazon Prime Videoにて独占配信された最初のMGM作品となった。
なお、北米ではAmazon Prime Videoでの配信に先駆けて、2022年7月29日からユナイテッド・アーティスツ（UA）の配給により劇場公開を行った。元々、本映画は同年4月15日に劇場公開を予定していたが、テスト試写での評判が良く、賞レースの候補にも挙げられたことから一旦公開を延期していた。

## 評価
レビュー・アグリゲーターのRotten Tomatoesでは157件のレビューで支持率は87%、平均点は7.30/10となった。Metacriticでは40件のレビューを基に加重平均値が66/100となった。

## 関連作品
- タムルアン洞窟の遭難事故の救出活動を描いた映画
  - THE CAVE サッカー少年救出までの18日間
  - THE RESCUE 奇跡を起こした者たち